# Laënnec (metrostation)
Laënnec is een metrostation aan lijn D van de metro van Lyon, in het 8e arrondissement van de Franse stad Lyon. Het station bestaat uit twee zijperrons langs de sporen.
Gare de Vaise · Valmy · Gorge de Loup · Vieux Lyon - Cathédrale Saint-Jean · Bellecour · Guillotière · Saxe - Gambetta · Garibaldi · Sans-Souci · Monplaisir - Lumière · Grange Blanche · Laënnec · Mermoz - Pinel · Parilly · Gare de Vénissieux